# Ciudad Madero
Ciudad Madero er en by og en kommune i den mexikanske delstat Tamaulipas. Folketællinger fra 2005 viser at der bor 198.819 i byen. Ciudad Madero indgår i Tampicos storbyområde og har været og er et vigtigt område for landets olieindustri.

## Links
- Officielle hjemmesider {spansk)

1. ↑  www.inegi.org.mx (fra Wikidata).